# قضيبية ناشية محبة للدم
قضيبية ناشية محبة للدم (الاسم العلمي: Naxibacter haematophilus) هي نوع من البكتيريا، سلبية الغرام، تتبع القضيبيات ناشية.